# Triossido di rutenio
Il triossido di rutenio, o ossido di rutenio(VI), è il composto chimico con formula RuO3, dove il rutenio è nello stato di ossidazione +6. Si tratta di un ossido instabile, che non è mai stato isolato allo stato solido, ma solo individuato in fase vapore a temperature tra 1200 e 1550 °C. Gli ossidi stabili e importanti del rutenio sono RuO2 e RuO4.  